# Теорија игара
Теорија игара се може дефинисати или као грана примењене математике која се служи моделима за проучавање међусобног утицаја и дејства формалних импулсивних структура („игре”) или као грана економске теорије која се бави анализом процеса одлучивања мањег броја актера.
Најопштије, игру може да игра и један играч (попут слагалице), али њена веза са математичком теоријом наступа када су у игру укључена најмање два играча, и када су они сукобљени. Сваки од играча бира стратегију која ће му донети највећу добит, односно којом ће надиграти другог играча. 
Оно што повезује ову математичку теорију са другим областима, посебно политиком, јесте природа човека да најрадије пројектује и планира своју добит кроз губитак другог играча (да кажемо прецизније: многи случајеви у стварности могу да се сведу на некооперативне игре).
Теоретичари игара дефинишу саме игре, проучавају и предвиђају понашање играча, учесника у игри, као и адекватне стратегије. Наочиглед различити приступи игри могу произвести сличне догађаје и резултате у оквиру једне игре.

## Историја теорије игара
Џон фон Нојман и Оскар Моргенштерн први су се бавили овим предметом у својој књизи „Теорија игара и економско понашање“ из 1944. године. Следећи фундаменталан допринос дао је Џон Неш дефинишући оптималне стратегије за игре са више играча и појам равнотеже. Њена најтеснија веза са економијом је на пољу истраживања и проналажења рационалних стратегија у ситуацијама када резултат зависи не само од сопствене стратегије и „услова на тржишту“, већ и од стратегије коју су одабрали и други учесници са истим циљевима. 
Теорија се највише развила применом у војној стратегији. Конкретно, Нојман и Неш, су прву примену теорије радили за америчку војску.

## Примене теорије игара
Теорија је применљива у многим областима, попут економије, међународних односа, еволуционој биологији, политичким наукама и војној стратегији. Теорија има примену и у операционим истраживањима, колективном понашању, психологији. 
Игре могу бити:
- кооперативне, када актери сарађују у заједничком интересу, и некооперативне, опонентске, када актери покушавају да надиграју једни друге и занемарују укупну добит игре;
- на игре са фиксном сумом, која се дели међу играчима, и са променљивом сумом, чија висина зависи од одабраних стратегија,
- на статичке игре, када се све одлуке доносе истовремено, и на динамичке, или секвенцијалне, када се одлуке доносе током времена,
- на игре са потпуним и непотпуним информацијама итд.

Теорија игара има све већи утицај и све важнију улогу у логици и компјутерским наукама. Неколико логичких теорија засноване су на семантици игара. У компјутерским наукама користе се игре као интерактивни модели изналажења решења. (Computability logic attempts to develop a comprehensive formal theory (logic) of interactive computational tasks and resources, formalising these entities as games between a computing agent and its environment.)*
Ова теорија може се применити како на најпопуларније друштвене и забавне игре тако и на значајне облике друштвене интеракције. Затвореникова дилема (The prisoner's dilemma), коју је популарисао математичар Алберт Такер, представља пример примене теорије у стварном животу; обухватајући природу људске сарадње, чак је постала основа и за ТВ игру "Friend or Foe?".
Биолози користе теорију игара у процесу разумевања и предвиђања одређених исхода еволуције, попут концепта о еволуционо стабилној стратегији који су поставили Џон Мејнерд Смит и Џорџ Прајс у часопису Нејчер. 
Аналитичари игара често користе друге гране математике, посебно вероватноћу, статистику и линеарно програмирање, у садејству са теоријом игара.
За свој рад на теорији игара нобелове награде за економију добили су:
- Џон Неш, Рајнхард Зелтен и Џон Харшањи у 1994. години и
- Роберт Ауман и Томас Шелинг у 2005. години.

### Уџбеници и опште референце
- Aumann, Robert J (1987), „game theory”, The New Palgrave: A Dictionary of Economics, 2, стр. 460—82.
- Camerer, Colin (2003), „Introduction”, Behavioral Game Theory: Experiments in Strategic Interaction, Russell Sage Foundation, стр. 1—25, ISBN 978-0-691-09039-9, Архивирано из оригинала 14. 05. 2011. г., Приступљено 13. 07. 2019, Description.
- Dutta, Prajit K. (1999), Strategies and games: theory and practice, MIT Press, ISBN 978-0-262-04169-0. Suitable for undergraduate and business students.
- Fernandez, L F.; Bierman, H S. (1998), Game theory with economic applications, Addison-Wesley, ISBN 978-0-201-84758-1. Suitable for upper-level undergraduates.
- Gibbons, Robert D. (1992), Game theory for applied economists, Princeton University Press, ISBN 978-0-691-00395-5. Suitable for advanced undergraduates.
  - Published in Europe as Gibbons, Robert (2001), A Primer in Game Theory, London: Harvester Wheatsheaf, ISBN 978-0-7450-1159-2.
- Gintis, Herbert (2000), Game theory evolving: a problem-centered introduction to modeling strategic behavior, Princeton University Press, ISBN 978-0-691-00943-8
- Green, Jerry R.; Mas-Colell, Andreu; Whinston, Michael D. (1995), Microeconomic theory, Oxford University Press, ISBN 978-0-19-507340-9. Presents game theory in formal way suitable for graduate level.
- Joseph E. Harrington (2008). Games, strategies, and decision making. ISBN 978-0-7167-6630-8. Непознати параметар |DUPLICATE_year= игнорисан (помоћ), Worth, . Textbook suitable for undergraduates in applied fields; numerous examples, fewer formalisms in concept presentation.
- Howard, Nigel (1971), Paradoxes of Rationality: Games, Metagames, and Political Behavior, Cambridge, MA: The MIT Press, ISBN 978-0-262-58237-7
- Isaacs, Rufus (1999), Differential Games: A Mathematical Theory With Applications to Warfare and Pursuit, Control and Optimization, New York: Dover Publications, ISBN 978-0-486-40682-4
- Miller, James H. (2003), Game theory at work: how to use game theory to outthink and outmaneuver your competition, New York: McGraw-Hill, ISBN 978-0-07-140020-6. Suitable for a general audience.
- Osborne, Martin J. (2004), An introduction to game theory, Oxford University Press, ISBN 978-0-19-512895-6. Undergraduate textbook.
- Osborne, Martin J.; Rubinstein, Ariel (1994), A course in game theory, MIT Press, ISBN 978-0-262-65040-3. A modern introduction at the graduate level.
- Shoham, Yoav; Leyton-Brown, Kevin (2009), Multiagent Systems: Algorithmic, Game-Theoretic, and Logical Foundations, New York: Cambridge University Press, ISBN 978-0-521-89943-7, Приступљено 8. 3. 2016
- Webb, James N. (2007), Game theory: decisions, interaction and evolution, Undergraduate mathematics, Springer, ISBN 978-1-84628-423-6 Consistent treatment of game types usually claimed by different applied fields, e.g. Markov decision processes.

### Историјски важни текстови
- Aumann, R.J. and Shapley, L.S. (1974). Values of Non-Atomic Games. Princeton University Press.
- Cournot, A. Augustin (1838), „Recherches sur les principles mathematiques de la théorie des richesses”, Libraire des Sciences Politiques et Sociales
- Edgeworth, Francis Y. (1881), Mathematical Psychics, London: Kegan Paul
- Farquharson, Robin (1969), Theory of Voting, Blackwell (Yale U.P. in the U.S.), ISBN 978-0-631-12460-3
- Luce, R. Duncan; Raiffa, Howard (1957), Games and decisions: introduction and critical survey, New York: Wiley

- reprinted edition: R. Duncan Luce ; Howard Raiffa (1989), Games and decisions: introduction and critical survey, New York: Dover Publications, ISBN 978-0-486-65943-5

- Maynard Smith, John (1982), Evolution and the theory of games, Cambridge University Press, ISBN 978-0-521-28884-2
- Maynard Smith, John; Price, George R. (1973), „The logic of animal conflict”, Nature, 246 (5427): 15—18, Bibcode:1973Natur.246...15S, doi:10.1038/246015a0
- Nash, John (1950), „Equilibrium points in n-person games”, Proceedings of the National Academy of Sciences of the United States of America, 36 (1): 48—49, Bibcode:1950PNAS...36...48N, PMC 1063129 , PMID 16588946, doi:10.1073/pnas.36.1.48
- Shapley, L.S. (1953), A Value for n-person Games, In: Contributions to the Theory of Games volume II, H. W. Kuhn and A. W. Tucker (eds.)
- Shapley, L.S. (1953), Stochastic Games, Proceedings of National Academy of Science Vol. 39, pp. 1095–1100.
- von Neumann, John (1928), „Zur Theorie der Gesellschaftsspiele”, Mathematische Annalen, 100 (1): 295—320, doi:10.1007/bf01448847 English translation: "On the Theory of Games of Strategy," in A. W. Tucker and R. D. Luce, ed. (1959), Contributions to the Theory of Games, v. 4, p. 42. Princeton University Press.
- von Neumann, John; Morgenstern, Oskar (1944), Theory of games and economic behavior, Princeton University Press
- Zermelo, Ernst (1913), „Über eine Anwendung der Mengenlehre auf die Theorie des Schachspiels”, Proceedings of the Fifth International Congress of Mathematicians, 2: 501—4

### Остале референце
- Ben David, S.; Borodin, Allan; Karp, Richard; Tardos, G.; Wigderson, A. (1994), „On the Power of Randomization in On-line Algorithms” (PDF), Algorithmica, 11 (1): 2—14, doi:10.1007/BF01294260
- Downs, Anthony (1957), An Economic theory of Democracy, New York: Harper
- Gauthier, David (1986), Morals by agreement, Oxford University Press, ISBN 978-0-19-824992-4
- Allan Gibbard. „Manipulation of voting schemes: a general result”. Econometrica. 41 (4): 587—601. (1973),.
- Grim, Patrick; Kokalis, Trina; Alai-Tafti, Ali; Kilb, Nicholas; St Denis, Paul (2004), „Making meaning happen”, Journal of Experimental & Theoretical Artificial Intelligence, 16 (4): 209—243, doi:10.1080/09528130412331294715
- Harper, David; Maynard Smith, John (2003), Animal signals, Oxford University Press, ISBN 978-0-19-852685-8
- Lewis, David (1969), Convention: A Philosophical Study, ISBN 978-0-631-23257-5 (2002 edition)
- McDonald, John (1950—1996), Strategy in Poker, Business & War, W. W. Norton, ISBN 978-0-393-31457-1. A layman's introduction.
- Papayoanou, Paul (2010), Game Theory for Business: A Primer in Strategic Gaming, Probabilistic, ISBN 978-0964793873
- Quine, W.v.O (1967), „Truth by Convention”, Philosophica Essays for A.N. Whitehead, Russel and Russel Publishers, ISBN 978-0-8462-0970-6
- Quine, W.v.O (1960), „Carnap and Logical Truth”, Synthese, 12 (4): 350—374, doi:10.1007/BF00485423
- Mark A. Satterthwaite (април 1975). „Strategy-proofness and Arrow's Conditions: Existence and Correspondence Theorems for Voting Procedures and Social Welfare Functions” (PDF). Journal of Economic Theory. 10 (2): 187—217. doi:10.1016/0022-0531(75)90050-2..
- Siegfried, Tom (2006), A Beautiful Math, Joseph Henry Press, ISBN 978-0-309-10192-9
- Skyrms, Brian (1990), The Dynamics of Rational Deliberation, Harvard University Press, ISBN 978-0-674-21885-7
- Skyrms, Brian (1996), Evolution of the social contract, Cambridge University Press, ISBN 978-0-521-55583-8
- Skyrms, Brian (2004), The stag hunt and the evolution of social structure, Cambridge University Press, ISBN 978-0-521-53392-8
- Sober, Elliott; Wilson, David Sloan (1998), Unto others: the evolution and psychology of unselfish behavior, Harvard University Press, ISBN 978-0-674-93047-6
- Thrall, Robert M.; Lucas, William F. (1963), „{\displaystyle n}-person games in partition function form”, Naval Research Logistics Quarterly, 10 (4): 281—298, doi:10.1002/nav.3800100126
- Dolev, Shlomi; Panagopoulou, Panagiota; Rabie, Mikael; Schiller, Elad Michael; Spirakis, Paul (2011), „Rationality authority for provable rational behavior”, Proceedings of the 30th annual ACM SIGACT-SIGOPS symposium on Principles of distributed computing, стр. 289—290, ISBN 9781450307192, doi:10.1145/1993806.1993858
- Chastain, E. (2014), „Algorithms, games, and evolution”, Proceedings of the National Academy of Sciences, 111 (29): 10620—10623, Bibcode:2014PNAS..11110620C, PMC 4115542 , PMID 24979793, doi:10.1073/pnas.1406556111